# Heinrich Löhe
Heinrich Löhe, nemški general in vojaški zdravnik (dermatolog), * 26. avgust 1877, † 9. maj 1961.